# Kleber Mazziero
Kleber Mazziero de Souza (Jaú (São Paulo), 5 de maio de 1965) é um maestro, escritor, cineasta e dramaturgo brasileiro.

## Biografia
Filho mais velho de Kleber Vieira de Souza e Therezinha Zenaide Mazziero de Souza, estudou na Fundação Educacional Dr. Raul Bauab. Ainda criança, iniciou seus estudos em piano, flauta e violão pelo Conservatório Jauense de Música. Formou-se nos três instrumentos musicais. Posteriormente, formou-se Regente pela Faculdade de Artes Alcântara Machado, na cidade de São Paulo, onde fixou residência a partir de 1983. Aluno de Ricardo Rizek, doutor em filosofia e história pela Universidade de São Paulo, em 1990 Kleber Mazziero venceu o Concurso do Rotary Club para cursar Doutoramento em Estética na Universidad Autónoma de Barcelona.
É Doutor em Comunicação Social, com pós-doutoramentos em Filosofia e Comunicação. Ao longo de sua carreira, trabalhou em áreas diversas. Ficou notabilizado pela sua carreira de escritor de livros e peças teatrais, assim como pela sua carreira de dramaturgo e de cineasta. é casado com a professora e cantora Fabiana Parra.

## Livros
Kleber Mazziero primeiramente notabilizou-se pelos livros voltados à história dos grandes nomes do futebol. Depois escreveu livros relacionados à música, à comunicação, além de poemas e romances.
- Prezado Amigo Afonsinho – Ed. Método, 1998, 224 pp.[5] Biografia que narra a vida de Afonsinho, o primeiro jogador de futebol a conquistar o passe-livre.
- Divino - A Vida e a Arte de Ademir da Guia – Ed. Gryphus, 2001, 267 pp.[6] Biografia que narra a história do ex-jogador de futebol Ademir da Guia.
- O Ciclo da Pretensão (Contendo 4 livros: O Amor na Primeira Pessoa do Singular – 154 pp. / Deus na Terceira Pessoa do Singular – 147 pp. / A Vida na Primeira Pessoa do Singular – 154 pp. / Volume contendo as três peças teatrais que fazem parte do "Ciclo": Eu e as Mulheres / Eu e Ele / Eu). – Ed. Kaza Véia, 2007.
- O Ciclo da Solidão (Contendo 4 livros: Amabile – 189 pp./Solidão – 196 pp./Sinfonia – 120 pp./Partitura da Sinfonia N.1 em Lá Menor - Opus 104 – 195 pp.). – Ed. Kaza Véia, 2009.
- O Jingle Publicitário – Ed. Novas Edições Acadêmicas, 2014, 504 pp.[7]
- A Desmusicalização da Mídia em Tempos de Hipermidiatização da Música – Ed. Novas Edições Acadêmicas, 2015, 528 pp.[7]
- One Night Only: Letra, Música e Cultura Popular (Em co-autoria com Fabiana Parra) – Ed. Kaza Véia Editora, 2015, 365 pp.[7]
- Só sei que foi assim: Estórias da História do XV de Jaú – Ed. Kaza Véia Editora, 2017, 365 pp.[8]

## Filmes de longa-metragem
- XV de Jaú, 80 Anos de História – 2004.[9] Documentário que narra a trajetória do time de futebol XV de Jaú.
- O Futebol – 2006.[10] Adaptação para o cinema da peça teatral escrita em parceria com o ex-jogador de futebol Sócrates.
- London, 1 year to go – 2011.[11] Documentário a respeito da preparação para as Olimpíadas em Londres.
- Mídias, Causos, Copas – 2014.[12] Documentário a respeito da Copas do Mundo, com entrevistas feitas a Wanderley Nogueira, Juarez Soares, Everaldo Marques, Marcelo Duarte.
- Tambores d'Andrade – 2015.[12] Documentário que traz à luz estudos feitos por Mário de Andrade, acerca da música brasileira.[13]
- Gods: deuses olímpicos – 2016.[12] [14]Série de 12 filmes documentários que narram a trajetória de 12 deuses do esporte brasileiro e a evolução de suas modalidades: Wlamir Marques: o anjo louro; Éder Jofre: o peso de ouro; Ricardo Prado: o voo solo; Joaquim Cruz: um rei; Lars Grael: o deus dos mares; Aurélio Miguel: o oriente é aqui; Giovane: para além das gerações; Paula: a magia nas quadras; Jackie Silva: a rebelde com causa; Sarah Menezes: uma jovem realidade; Gustavo Kuerten: o coração da terra; Vanderlei Cordeiro: o espírito olímpico;
- Arlecchino – 2020. Documentário sobre a turnê europeia de lançamento do álbum Arlecchino, de Kleber Mazziero e da banda Dodecáfone.[15]
- Ontem, hoje... para sempre SAMBA DE RODA – 2020. Documentário feito em parceria com Fabiana Parra, que aborda as origens, o desenvolvimento, a prática e a história do Samba de Roda.[16][17]

## Filmes de curta-metragem
Kleber Mazziero escreveu e dirigiu curtas-metragens.
- O Ser e a Forma - 2009
- Infâmia - 2010[18]
- Vergonha - 2011
- Abulia - 2011
- Carência - 2012
- Lealdade - 2012
- 117 Measures - 2013
- Jura - 2013
- Spell - 2014
- Astúcia - 2014
- Identity - 2015[19]
- Dualidade - 2015
- Desforra - 2016
- Concórdia - 2016
- Audácia - 2016
- Intriga - 2017

## Peças teatrais
Kleber Mazziero escreveu e dirigiu peças de teatro.
- All That Disney – 2000, 6 meses em cartaz no Teatro da União Cultural Brasil-EUA, no Teatro do Clube Pinheiros e no Teatro da Associação dos Policiais Militares do estado de São Paulo.
- O Mistério de Sério Romão – 2001/2002, 10 meses em cartaz no Teatro do Centro da Terra, no Centro Cultural Joffre Soares e no Espaço Cultural Santo Agostinho.
- Pocahontas – 2003, 8 meses em cartaz no Espaço Cultural Santo Agostinho.
- Meu Namorado – 2003, vencedora do “I Festival Mostra a Tua Cara / Funarte”, nas categorias Melhor Peça, Melhor Direção, Melhor Texto Original e Melhor Trilha Sonora.[1]
- O Futebol – 2004, em parceria com o ex-jogador de futebol Sócrates, 3 meses em cartaz no Teatro Gazeta.
- A Menininha que Queria Ver o Sol – 2005, 3 meses em cartaz no Teatro Itália.
- Eu e as Mulheres / Eu e Ele / Eu (Trilogia de O Ciclo da Pretensão) – 2007.
- Sinfonia – 2009.
- Quando Thomaz era Zizinho – 2009.

## CDs
Como compositor e maestro, Kleber Mazziero é autor dos seguintes CDs.
- A Música de Câmara de Kleber Mazziero – Piano e Saxofone Contralto – 1994
- A Música de Câmara de Kleber Mazziero - vol.II – Piano e Guitarra Elétrica – 1995
- Música de Preto – 1999
- O Mistério de Sério Romão – 2001. CD contendo as músicas do musical teatral de mesmo nome
- A Menininha que Queria Ver o Sol – 2005. CD contendo as músicas do musical teatral de mesmo nome
- O Ciclo da Pretensão – 2007. CD que acompanha o livro, contendo as músicas do musical teatral de mesmo nome
- O Ciclo da Solidão - Sinfonia em Lá Menor (Opus 104) – 2009. CD que acompanha o livro, contendo a sinfonia composta para o musical teatral de mesmo nome
- Arlecchino – 2019. CD da band de jazz Dodecáfone

## Audiobooks
Algumas das peças teatrais de autoria de Kleber Mazziero foram adaptadas para o formato de Audiobooks.
- O Ciclo da Pretensão (Trilogia de peças teatrais: Eu e as Mulheres, Eu e Ele e Eu) – Ed. Universidade Falada, 3h30.[21]
- A Menininha que Queria Ver o Sol – Ed. Universidade Falada, 1h17.[22]
- Órfãos do Rock – 2014.[12] – Ed. Kaza Véia (12 CDs de 1h cada).

## Regência
Como maestro, atuou em corais do estado de São Paulo.
- Coral do Banco do Brasil – 1998
- Coral da Secretaria do Verde e do Meio Ambiente da Prefeitura da Cidade de São Paulo – 1999/2001.
- Coral do Colégio Nossa Sra. do Morumbi – 1997 a 1999.
- Coral do Colégio XII de Outubro – 1998 a 2001.
- Coral da União Cultural Brasil-Estados Unidos – 1998/2002.
- Coral do Banco Fiat – 1999/2003.
- Coral da Escola Superior de Propaganda e Marketing - 2014/2019.

## Músico
Antes de dar início à sua carreira como escritor e cineasta, Kleber Mazziero dedicou-se à carreira de músico.
- Tecladista do cantor e compositor Jorge Benjor – 1999.
- Tecladista do cantor e compositor Martinho da Vila – 2000.

## Professor
Hoje, Kleber Mazziero continua suas atividades como maestro, diretor, cineasta e escritor; também leciona no Centro Universitário Belas Artes de São Paulo, onde ensina matérias relacionadas à música, ao teatro, ao cinema e à animação.